# قیطنه
قیطنه (به عربی: القیطنة) یک شهر و شهرداری در الجزایر است که در استان معسکر واقع شده‌است.